# 鈴木重善
鈴木 重善（すずき しげよし）は、平安時代末期の武将。藤白鈴木氏の一族、三河鈴木氏の初代当主。刑部左衛門尉・鈴木重邦の三男で、兄に鈴木重倫がいた。通称は刑部左衞門尉。

## 生涯
藤白鈴木氏の支流の出である鈴木重善は、兄の鈴木重倫が平治の乱で戦死するとその子である鈴木重家らを託された。源義経への志が深く、源平合戦（治承・寿永の乱）では自らが病持ちのため甥の重家、重清を義経に従わせ、源氏の勝利に貢献した。源義経が源頼朝と対立して奥州に逃れた際、義経に従っていた鈴木重家、亀井重清の後を追い、叔父の鈴木重善も文治5年（1189年）に奥州に向かった。しかし三河国の矢作まで来たとき足を痛め、数日逗留している間に義経をはじめ重家・重清も討死にしたと聞き、奥州行きをあきらめこの地に土着したという。